# 林守政

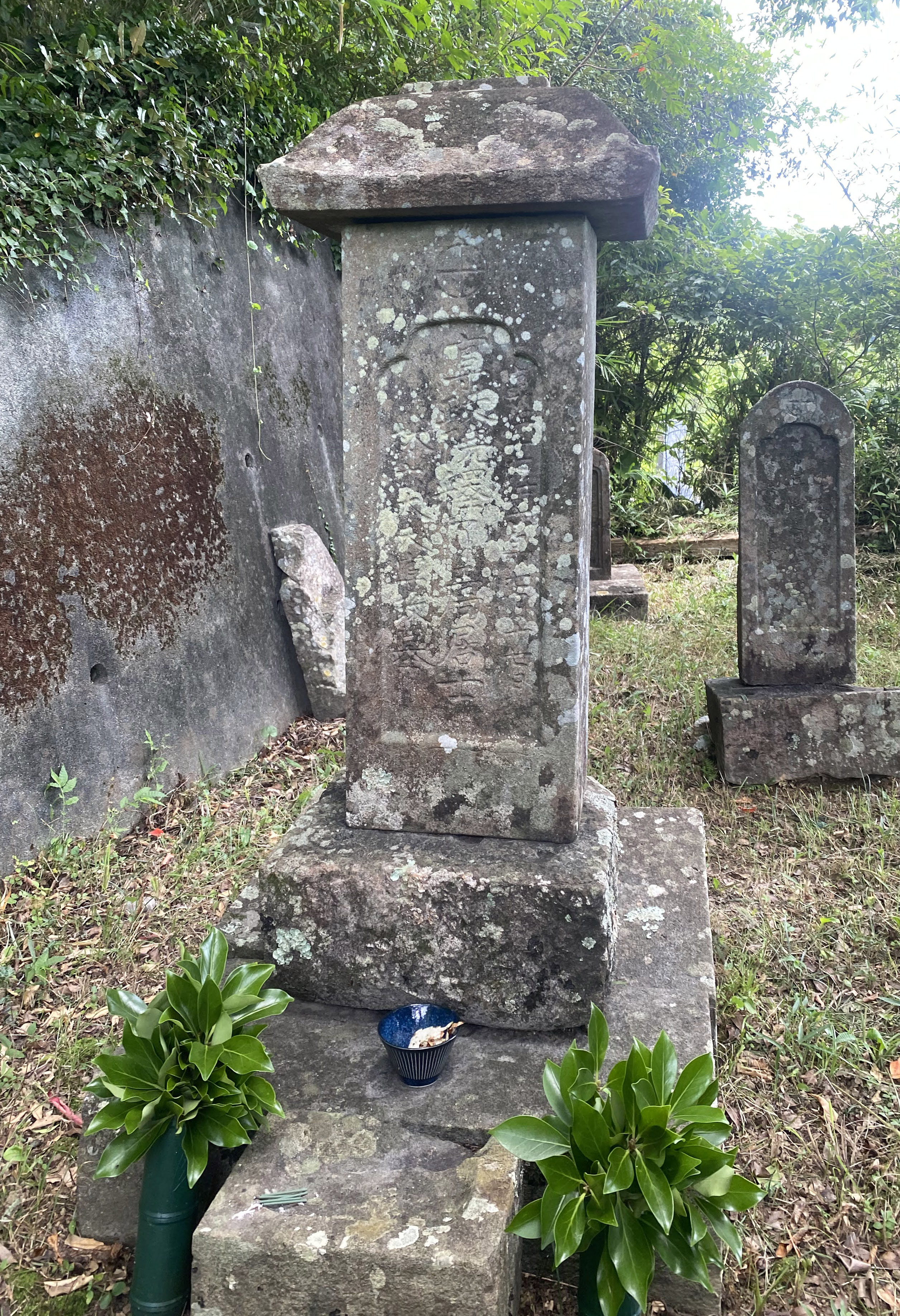
林六太夫守政の墓

林 守政（はやし もりまさ、1663年(寛文3年) - 1732年9月5日(享保17年7月17日), Hayashi Rokudayū Morimasa, 9th head of the Musō Jikiden Eishin-ryū）は、江戸時代初期の土佐藩上士。通称は六太夫。御馬廻役・林(池田)家の第2代当主。無双直伝英信流第9代宗家。 土佐藩 礼節指南役。居合道の達人。剣術家。無双直伝英信流居合を土佐に最初に伝えた人物として知られる。

## 来歴

### 生い立ち
土佐藩士（御扈従格・80石）御料理人頭・林政良(五左衛門)の嫡男として高知城下に生まれる。母は澤村全庵の妹。

### 武道
武士の嗜みとして、はじめ新陰流の剣術の師である大森六郎左衛門に大森流の居合を習い、のち江戸に出て荒井勢哲清信の後を継いだ荒井勢理に無双直伝英信流居合を学んだ。これにより、大森流居合と長谷川流居合を併伝した無双直伝英信流が土佐藩に伝承されることとなった。林守政は、居合の他に和(やわら)もよくし、朝比奈可長(丹左衛門)から小栗流和術の免許を授かる。この柔術の相伝としては下記の通り。

### 御料理方として
1675年7月22日（延宝3年5月30日）、土佐藩主山内豊昌の時代、亡父・政良の跡目高80石を相違無く下し置かれ、父の代の時と同様に御料理方を仰せ付けられる。

### 礼法家として
1686年7月（貞享3年6月）、御弓法故実の御用につき御尋ねがあり、仰せ出の詳細を書付て差し上げたところ、山内豊昌の御感悦あり、御褒詞と白銀5枚を賜う。
さらに、1698年2月2日（元禄10年12月22日）、知行20石を加増され、都合100石となる。
1703年10月14日（元禄16年9月4日）、土佐藩主山内豊房の時代、従来より自力で故実礼節を学び、悉く伝授していることに対し奇特に思召され、積年の功を賞せられ、知行50石を加増され、都合150石となる。さらに、藩主・山内豊房の婚礼の際には、御規式一巻御用を相勤めたことにより、御意に叶い白銀10枚を成遣わされた。これは1660年（万治3年）父・林政良が、山内忠豊の御意によって御婚礼御用を承り、江戸表で伊勢流礼法の伊勢兵庫の弟子となり会得したものを、嫡男の林守政が伝授した成果によるものである。
1707年1月25日（宝永3年12月22日）、土佐藩主山内豊隆の時代、御料理人頭取を除かれ、大御扈従役を仰せ付けられ、さらに故実礼節方を仰せ付けられ、「御侍衆礼節の指南、仕草の御式」を定める役職を相勤めた。その後、「御大名様方、御心得に相成る御礼式の書付」を差し上げるように仰せ付けられ、これも書上げて提出したところ、御褒詞を賜わり、御紋付と御羽織を拝領した。
1713年10月13日（正徳3年8月24日）、病気により願い奉りて大御扈従役を差免れ、御馬廻役を仰せ付けられたが、礼節指南役に関しては、そのまま相勤めるべき旨を仰せ付けられた。
1729年（享保14年）、江戸勤番を仰せ付けられたが、願い奉り婿養子の林政詡(安太夫)が代番を勤めた。
1732年9月5日（享保17年7月17日）八軒町の邸にて病死。享年70歳。
法名は守政院釈了寿居士。墓は高知県高知市筆山(登山自動車道 最初の駐車場 南大カーブの南の道の西上にある)

## 家族
林家の先祖・池田豊後は大和国の人で、文明年中、一条房家に仕えて父子ともに御供し土佐国に来住したが、房家が落ち着かれたのを見届け、池田豊後は嫡子・池田政弘(助五郎・宗閑)を残して大和国に戻った。池田政弘は、房家に仕え幡多郡中村に居住した。政弘の嫡男・池田政勝(兵部・助五郎)は長宗我部氏に仕えたが合戦で討死した。政勝が討死した時、政勝の嫡男・池田政久(権吉郎)はわずか七歳であったという。江戸時代に編纂された『御侍中先祖書系圖牒』によると、林家の系譜は以下の通りである。
- 曾祖父：池田政久(権吉郎) - 長宗我部元親に仕へ、土佐国土佐郡布師田村を知行。のち浪人して長岡郡大津村に籠居[3]。
  - 祖父：池田政友(市兵衛) - 大津村に住居[3]。
    - 父：林政良(五左衛門) - 名字を「林」に改む[3]。
    - 母：澤村全庵の妹
      - 本人：林守政(六太夫) – 無双直伝英信流 第9代[5][2]
      - 妻：大黒勝盛(茂左衛門)の娘
        - 婿養子：林政詡(安太夫) – 無双直伝英信流 第10代 - (実は安田道玄陳年の次男[3][11][12][13])
        - 妻：林守政(六太夫)の娘
        - 嫡男：林政彬(助五郎)
        - 妻：小倉実通(庄内)の娘
          - 孫(嫡男の長男)：林政長(六之丞) - 林政詡の養子となる[5]
          - 妻：花井義久(半助)の娘 - 離別
          - 後妻：市原辰顕(弥左衛門)の娘
            - 曾孫：林政敬(弥太夫) - 林政誠の養子となる[4]
            - 妻：林政誠の娘

          - 孫(嫡男の二男)：林政誠(益之丞) - 兄・林政長の養子となる[5]
          - 妻：高屋長英(尉左衛門)の娘
            - 曾孫(嫡男)：池田和太夫政承(前名：林八郎次政承[14])
            - 曾孫(娘)：林政敬(弥太夫)の妻
            - 曾孫の婿養子：林政敬(弥太夫) 
              - 玄孫：林政治(典膳)
              - 玄孫の妻：松井正誼の娘[15]
                - 来孫：林政護(益之丞)
                - 来孫：板垣退助の初妻[3][2]。のち林亀吉茂平の妻

          - 孫(嫡男の三男)：林政直(又八) - 早世

        - 次男：足達正靖(甚三郎) - 小栗流和術・足達正藹(茂兵衛)の養子となる[3]

      - 弟：林政信(与太夫)
        - 弟の養子：林政久(八太夫) - 実は幸野仁右衛門の次男[3]

## 補註
1. 1 2  河野百錬著『居合道真諦』1950年
2. 1 2 3  “『板垣精神 -明治維新百五十年・板垣退助先生薨去百回忌記念-』”.  一般社団法人 板垣退助先生顕彰会 (2019年2月11日). 2020年9月1日閲覧。
3. 1 2 3 4 5 6 7 8 9 10 11 12 13 14 15 16 17 18 19 20  『御侍中先祖書系圖牒』旧山内侯爵家蔵
4. 1 2 3 4  河野百錬著『無双直伝英信流居合兵法叢書』
5. 1 2 3 4 5 6 7  平尾道雄著『土佐武道史話』高知新聞社、1961年
6. 1 2 3 4 5  岩田憲一著『師伝芥考・土佐の英信流』1984年
7. ↑  武藤到和・武藤平道 共編『南路志』1815年（文化12年）
8. 1 2 3 4  中西岩樹著『無雙直傳英信流居合に就いて』土佐史談会、1933年
9. ↑  平尾道雄『土佐武道史話』では「享保17年7月7日歿。享年70歳」と記すが、『御侍中先祖書系圖牒』でも「享保17年7月17日」とあるため、平尾説は採らない。
10. 1 2  山本泰三『土佐の墓(2)』土佐史談会、1987年
11. ↑  『土佐遺事雑纂(下)』、第66條【安田道玄】項参照
12. ↑  安田道玄は、土佐藩お抱えの医師。婉女が後年に作詩したものに「安田道玄良医に呈す」と記されしものあり。広谷喜十郎著「女医・お婉さん(2)」(『高知市広報 あかるいまち』1998年3月号)。
13. ↑  平尾道雄『土佐医学史考』
14. ↑  『教授館總宰餘業記録』
15. ↑  山本泰三著『土佐の墓(1)』土佐史談会、1987年、90頁